# Hōō Maru
El Hōō Maru (鳳凰丸?) ("fénix") fue una fragata de vela de estilo occidental, construida por el shogunato Tokugawa como respuesta a la expedición del comodoro Perry y al creciente número de incursiones de buques de guerra extranjeros en las aguas territoriales japonesas.

## Antecedentes
Desde los inicios del siglo XVII el shogunato Tokugawa implantó una política de aislamiento de influencias extranjeras. Se prohibió a los extranjeros entrar en Japón y a los japoneses salir del país. La única excepción a estas leyes era el comercio con Holanda, China, Corea y el Reino de Ryūkyū, el cual se realizaba exclusivamente en Nagasaki bajo un estricto monopolio gubernamental. En junio de 1635 se promulgó una ley que prohibía la construcción de buques oceánicos. Sin embargo, a principios del siglo XIX, esta política aislacionista empezó a ser puesta a prueba. En 1846, una expedición oficial norteamericana dirigida por el comodoro James Biddle que constaba de dos buques, incluyendo un navío de guerra de 72 cañones, solicitó la apertura de los puertos al comercio, pero su pretensión fue rechazada. Tras este incidente, y basándose en parte en los datos que los constructores navales locales pudieron obtener de la observación de los barcos de Biddle, fue construida una balandra de estilo occidental en Uraga, la Soshun Maru. Tras la expedición de julio de 1853 del comodoro Perry, el gobierno japonés debatió intensamente acerca de cómo tratar la potencial amenaza contra la soberanía económica y política de Japón. El único consenso al que se llegó fue que se debían dar los pasos necesarios para reforzar inmediatamente las defensas costeras de la nación. La ley que prohibía la construcción de grandes buques fue derogada y muchos de los dominios feudales comenzaron a construir o comprar navíos de guerra, como el dominio de Satsuma, que construyó el Shōhei Maru y el dominio de Mito, que construyó el Asahi Maru.
El bugyō de Uraga, Nakajima Saburōsuke (中島三郎助), obtuvo el permiso del rōjū Abe Masahiro para construir un nuevo barco. El proyecto fue encabezado por Nakajima y los yoriki y dōshin locales, aunque el trabajo de diseño del navío corrió a cargo de los armadores locales. Los trabajos comenzaron el 23 de octubre de 1853, y se completaron el 6 de junio de 1854.

## Diseño
El Hōō Maru era un barco a vela con arboladura de tipo bricbarca con tres mástiles y una longitud de 36.4 metros. Estaba construido en madera, su casco había sido pintado con laca roja y se había forrado de cobre la línea de flotación. Su armamento constaba de 10 cañones de avancarga (4 grandes y 6 pequeños). Las velas tenían bandas negras, algo característico de los barcos Tokugawa.

## Historial de servicio
Para cuando terminó su construcción el Hōō Maru ya había quedado obsoleto y, a pesar de su buena gobernabilidad, no era rival en combate para los buques de vapor de los occidentales. Fue empleado fundamentalmente como transporte de tropas por la armada Tokugawa. Durante la guerra Boshin escapó a Edo antes de que la ciudad cayera en manos de la alianza Satchō y se dirigió al dominio de Sendai, donde se unió a la flota de Enomoto Takeaki. Tras la batalla naval de la bahía de Hakodate y la caída del castillo Goryōkaku, zarpó el 15 de julio de 1869 con 305 colonos hacia Muroran, donde fue capturado por el gobierno japonés.
Tras su captura, el nuevo gobierno Meiji lo asignó al ministerio de la guerra y, poco tiempo después, al de economía.